# Paa yunnanensis
Paa yunnanensis é uma espécie de anfíbio da família Ranidae.
Pode ser encontrada nos seguintes países: China, Vietname, e possivelmente no Laos e  Myanmar.
Os seus habitats naturais são: florestas subtropicais ou tropicais húmidas de baixa altitude, regiões subtropicais ou tropicais húmidas de alta altitude, campos de altitude subtropicais ou tropicais, rios, pântanos, marismas de água doce, marismas intermitentes de água doce, lagoas para aquacultura, terras irrigadas e canals e valas.
Está ameaçada por perda de habitat.